# Jean-Baptiste Lolivier
Jean-Baptiste Lolivier est un homme politique français né le 22 mai 1747 à Bar-le-Duc (Meuse) et décédé à une date inconnue.

## Biographie
Administrateur du département, il est député de la Meuse de 1791 à 1792.

## Sources
- Ressource relative à la vie publique :   - Base Sycomore
- « Jean-Baptiste Lolivier », dans Adolphe Robert et Gaston Cougny, Dictionnaire des parlementaires français, Edgar Bourloton, 1889-1891 [détail de l’édition]